# Gare de Wigan North Western

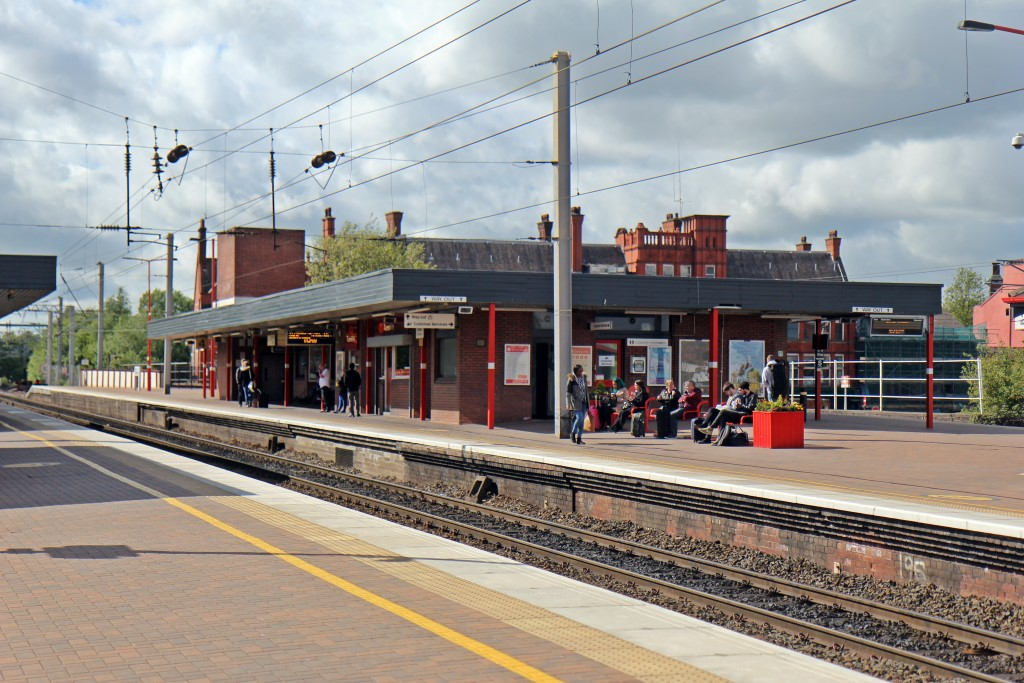
Bâtiment vu depuis la voie 4

La gare de Wigan North Western est une gare ferroviaire du Royaume-Uni, située sur le territoire de la ville de Wigan.